# Wurzeralm
Wurzeralm est une station de ski de taille moyenne, située près de Spital am Pyhrn dans le sud du Land de Haute-Autriche en Autriche.
Située à proximité immédiate de l'autoroute Linz-Graz, la station est très fréquentée les week-ends.
Relié depuis le fond de vallée par un funiculaire, l'essentiel du domaine skiable ainsi que quelques hébergements sont situés sur le côté sud-ouest du plateau Hutterer Böden, à une altitude de 1 350 m environ. Un cirque alpin composé de montagnes culminant à plus de 2 300 m d'altitude encadre le domaine, toutefois les possibilités de ski hors-piste sont rares et se situent principalement en forêt. En dehors des deux longues pistes de retour en vallée et des deux pistes desservies par le télésiège 2 places Frauenkar, les pistes sont très courtes. Les pistes sont d'un niveau de difficulté technique varié. Les jonctions entre les différentes parties du domaine sont toutefois mal conçues, forçant de fait le skieur à emprunter des routes quasiment plates et donc à pousser sur les bâtons.
Wurzeralm est membre des regroupements de stations de ski OÖ Snow & Fun Card et SunnyCard. La station mène une politique de communication commune avec sa voisine Hinterstoder.